# كيث دونالد
كيث دونالد هو مجدف كندي، ولد في 23 سبتمبر 1940 في فانكوفر في كندا.

## وصلات خارجية
- كيث دونالد على موقع الاتحاد الدولي للتجديف (الإنجليزية)
- كيث دونالد على موقع اللجنة الأولمبية الدولية (الإنجليزية)
- كيث دونالد على موقع أوليمبيديا (الإنجليزية)